# Миршакар, Заррина Мирсаидовна
Заррина Мирсаидовна Миршакар (тадж. Заррина Миршакар; р. 1947) — советский, таджикский композитор, Заслуженный деятель искусств Таджикистана (2000), член Союза композиторов Таджикистан (1974), член Союза композиторов СССР (XII.1974), член ревизионной комиссии Союза композиторов СССР (1986—1991). «Первая и единственная женщина-композитор Памира». «Первая известная женщина-композитор в Таджикистане».

## Биография
Заррина Мирсаидовна Миршакар родилась 19 марта 1947 года в Сталинабаде (ныне Душанбе — столица Республики Таджикистан) Таджикской ССР в семье поэта Мирсаида Миршакара. Училась в музыкальной школе в классе фортепиано (1956), затем в классе композиции детского творчества у Юрия Григорьевича Тер-Осипова в Сталинабаде (1958—1963).
В 1963—1967 годах получила музыкальное образование в Душанбинском музыкальном училище.
Поступила в Московскую государственную консерваторию имени П. И. Чайковского, где училась в 1967—1974 годах, класс композиции профессора Сергея Баласаняна. После окончания учёбы вернулась в Душанбе.
Ведёт активную творческую, педагогическую деятельность более 40 лет — до 2003 года работала в Таджикском государственном институте искусств, с 2003 по 2008 год — заведующая кафедрой композиции. С 2008 года работает доцентом кафедры композиции, чтения партитур и инструментовки в Таджикской национальной консерватории им Т. Сатторова.
Миршакар создала множество произведений на основе памирской музыки; этим же объясняется тяготение её работ к инструментальной миниатюре. От форм XVIII—XIX столетий Миршакар постепенно перешла к простой фактуре, также в её работах наличествует влияние современной музыки со всего мира. Подход Миршакар к заимствованию из народной музыки напоминает Бартока и Стравинского.
Принимала участие в международных музыкальных фестивалях:
- Словакия (1977),
- Прага (1980) — первая международная встреча молодых композиторов социалистических стран,
- Вашингтон, Нью-Йорк, Бостон (1986) — встреча молодых композиторов Соединённых Штатов Америки и СССР[2].

Произведения Миршакар в основном выходили в издательствах Музыка и Советский композитор.

## Сочинения
Симфонические сочинения:
- Две памирские картины для симфонического оркестра, 1973—1974[2][5];
- Краски солнечного Памира, симфоническая поэма, 1982[2][5];

Камерные произведения:
- Струнный квартет, 1973[2];
- Кантата для детского хора и камерного оркестра (на слова Мирсаида Миршакара), 1975[2][5];
- Симфониетта для струнного оркестра, 1973—1975 (приобретена фирмой «Шан Дюмон» Франция)[2][5];
- Три памирские фрески для скрипки и фортепиано, 1976—1977[2][5][7];
- Соната-поэма для кларнета соло, 1981[2];
- Цикл 24 музыкальных байта для фортепиано, посвященный памяти Э. А. Хагагортяна, 1983[2][5];
- Соната для гобоя соло, 1987 (заказ фирмы «Ширмер» США)[2];
- Крещендо — концертная пьеса для ансамбля скрипачей, 1988[2];
- Респиро итал. Respiro скрипки, камерного оркестра и литавр, 1991[2][7].
- Романс поэма для 3-х флейт, 1992[2];
- Симфония № 1 для струнного оркестра, 1993—1994[2];
- Два романса для голоса и фортепиано (на стихи Зулфии Миршакар), 2006[2];
- Цикл фортепианных пьес для детей (бусы для саидочки), 2014—2015[2][5];
- Шесть пьес для фортепиано, 1995[2];
- Память, соната для скрипки соло, 2013[2];
- Элегия для скрипки соло, 2008[5].

Музыка для фильмов:
- «Наш Боки» (режиссёр Валерий Ахадов) (1972),
- БАМ (Байкало-Амурская магистраль) (1988),
- «Талок», короткометражный фильм (Москва, 2007)[2].

## Награды и звания
- Заслуженный деятель искусств Таджикистана (2000)[2];
- Лауреат премии Ленинского комсомола Таджикистана (1985) — за активную творческую работу по эстетическому воспитанию подрастающего поколения[2][5];
- Почётная грамота Верховного Совета Узбекской ССР (1978) — за песню «Ситора» на конкурсе исполнителей советской песни республик Средней Азии и Казахстана (г. Ташкент), песня была исполнена Заслуженной артисткой Таджикской ССР Хамрокуловой Махфират[8], победительницей Гран-при[2][9]